# Оразов, Кыллы
Кыллы Оразов — советский хозяйственный, государственный и политический деятель, Герой Социалистического Труда.

## Биография
Родился в 1914 году на территории Хивинского ханства (в советское время — селение Кызыл Байдак Куня-Ургенчского района). Член КПСС.
С 1932 года — на хозяйственной, общественной и политической работе. В 1932—1974 гг. — колхозник, звеньевой хлопководческого звена колхоза «Большевик» Куня-Ургенчского района Ташаузской области Туркменской ССР.
Указом Президиума Верховного Совета СССР от 11 июня 1949 года присвоено звание Героя Социалистического Труда с вручением ордена Ленина и золотой медали «Серп и Молот».
Умер после 1974 года.